# لاسلو پال
لاسلو پال (مجاری: László Pál; ۵ سپتامبر ۱۹۴۲ – ۲۱ نوامبر ۲۰۱۷) سیاست‌مدار اهل مجارستان بود.